# Hexplore
Hexplore è un videogioco di ruolo del 1998 sviluppato da Heliovisions Productions e pubblicato da Infogrames. È stato distribuito in formato digitale il 20 dicembre 2019 da Piko Interactive su GOG.com.

## Trama
Hexplore è ambientato in un mondo simile al Medioevo intorno all'anno 1000. Il protagonista è l'avventuriero scozzese MacBride, che ha partecipato a una crociata contro uno stregone di nome Garkham. Garkham vuole ottenere a tutti i costi il mitico libro Hexplore. Il libro mostra, tra le altre cose, la via per il paradiso biblico. Di notte, tuttavia, i compagni di MacBride vengono assassinati dalle creature di Garkham. MacBride è l'unico che riesce a sopravvivere. Ora deve completare l'obiettivo della crociata da solo, reclutando volontari se necessario, tra i quali l'arciere Drulak, il guerriero Vigrad e il mago Uraeus.

## Modalità di gioco
In Hexplore, lo scopo è quello di guidare quattro personaggi (anche se nella prima missione si inizia solo con MacBride) attraverso una plancia disseminata di varie creature e guerrieri nemici che devono essere affrontati. Gli elementi avventurosi includono la necessità di attraversare numerose cripte, aprire numerose porte, scambiare o utilizzare manufatti acquisiti o parlare con unità neutrali, oltre a una trama ricca e un'ampia area in cui il giocatore può muoversi. Il titolo consiste in dieci missioni e una aggiuntiva.
Ognuno dei succitati personaggi possiede abilità diverse e possono avere otto diversi tipi di armi e otto altri oggetti (ad esempio, l'arma di un altro guerriero, elisir, oggetti necessari per completare la missione come manufatti, chiavi). McBride usa armi specializzate come polvere da sparo, trapani di metallo e ha familiarità con i dispositivi meccanici che devono essere attivati per completare la missione. L'arciere Drulak usa principalmente armi a distanza (ad esempio, boomerang e arco) ed è anche abbastanza snello da sfondare piccole aperture nei muri. Il guerriero Vigrad infligge il maggior danno nel combattimento corpo a corpo e la sua forza viene usata per premere "pulsanti" di pietra nei muri. Lo stregone Uraeus lancia principalmente incantesimi (ad esempio, invisibilità temporanea o indistruttibilità), è debole nel combattimento corpo a corpo e ha una bassa velocità di movimento, ma può efficacemente stordire a distanza; la sua abilità speciale è la capacità di risolvere enigmi su tavole illuminate.
Quando uno dei personaggi del giocatore muore, il suo spirito può entrare in una delle piastre magiche ed essere resuscitato, ma tutte le armi e gli oggetti che possedeva prima della morte rimangono sul luogo del decesso. Per curare le ferite, è possibile utilizzare elisir, fontane magiche, che appaiono nelle missioni dispari, o cuori di cammello, che appaiono nella quinta e settima missione. Essi devono aumentare il livello di esperienza di un livello nelle missioni successive. A questo scopo, si raccolgono le stelle lasciate dalle creature uccise. L'esperienza aumenta la qualità del PG ed è necessaria per completare le missioni. Ad esempio, senza un livello di esperienza più elevato, lo stregone non sarà in grado di risolvere gli enigmi su alcune tavole alla fine della missione.

## Accoglienza
| Testata                           | Giudizio |
| --------------------------------- | -------- |
| GameRankings (media al 9-12-2019) | 60%      |
| AllGame                           | 3/5      |
| CNET Gamecenter                   | 4/10     |
| Computer Games Strategy Plus      | 2.5/5    |
| Computer Gaming World             | 2.5/5    |
| Game Informer                     | 6.5/10   |
| GamePro                           | 4/5      |
| GameSpot                          | 6.9/10   |
| Next Generation                   | 3/5      |
| PC Gamer                          | 47%      |
| PC Zone                           | 74%      |

Hexplore ha ricevuto recensioni miste in base alle aggregazioni sul defunto sito GameRankings. Secondo AllGame, il titolo offre un ottimo mix di avventura, azione e strategia, con oltre 200 mappe che garantiscono molte ore di intrattenimento e la modalità online che ne aumenta la longevità. Tuttavia, la testata segnala come punti deboli il sistema di controllo dei personaggi in singolo e l'impossibilità di creare il proprio eroe. CNET Gamecenter elogia l'interfaccia, definendola ben progettata e intuitiva, in grado di facilitare la gestione del gruppo e delle risorse, ma non si sofferma su altri aspetti del gameplay. Computer Games Strategy Plus ritiene che Hexplore sia un titolo ben realizzato e adatto ai principianti, ma troppo semplice e privo di profondità per i giocatori più esperti, risultando poco coinvolgente.
Anche Computer Gaming World sottolinea che il gioco può essere apprezzato da chi cerca una pausa dai classici RPG, ma non è in grado di soddisfare chi è abituato a titoli di maggior spessore come Baldur's Gate o Diablo II. Secondo GamePro, la grafica poco definita e la mancanza di elementi tipici degli RPG tradizionali potrebbero scoraggiare alcuni, ma il gameplay solido e l'azione costante sapranno intrattenere chi predilige un'avventura più immediata. GameSpot osserva che Hexplore può piacere agli appassionati di RPG in attesa di uscite più importanti, offrendo un'esperienza accessibile anche ai meno esperti grazie a una gestione semplificata dei personaggi, ma potrebbe deludere chi cerca maggiore profondità.
Next Generation lo considera un buon punto di partenza per chi si avvicina al genere, pur riconoscendo che non raggiunge i livelli dei titoli di riferimento. PC Gamer apprezza la tecnologia voxel e la ricchezza di contenuti, ma critica la grafica, l'interfaccia poco intuitiva e una trama poco originale, concludendo che il gioco tenta di innovare ma manca in altri aspetti fondamentali. Infine, PC Zone paragona Hexplore ai classici del passato e lo consiglia a chi ama l'azione con visuale dall'alto, pur avvertendo che non è adatto a chi cerca una forte componente narrativa o interazione con i personaggi non giocanti.